# Carlos María Moyano
Carlos María Moyano (Mendoza, 4 de noviembre de 1854 – Ciudad de Buenos Aires, 7 de octubre de 1910) fue un militar y explorador argentino.

## Primeras exploraciones
Nacido en el seno de una familia procedente de la vecina provincia de San Juan, a los 20 años se incorporó a la Armada Argentina. En 1876 prestó servicios como segundo del capitán Luis Piedrabuena en la goleta Santa Cruz.
En 1877 se incorporó como cartógrafo y topógrafo a la expedición de Francisco Pascasio Moreno y durante 4 meses remontaron el río Santa Cruz, bautizando el lago Argentino, visitaron el lago Viedma, dieron nombre al cerro Fitz Roy y descubrieron el lago San Martín. Demostraron que este último desembocaba en el Océano Pacífico y que no era la fuente del río Chalía, pero que quedaba completamente del lado este de la Cordillera de los Andes.
En 1878, ascendido a teniente de marina, exploró junto a Ramón Lista el río Chico hasta sus fuentes, descubriendo el lago Quiroga. Descubrió varios yacimientos menores de carbón mineral, que más tarde servirían para orientar al teniente Del Castillo en la búsqueda de ese mineral, descubriéndolo bastante más al sur, en Río Turbio.
En noviembre participó de la llamada "Expedición Py" que al mando del comodoro Luis Py, remontó el río Santa Cruz y exploró los territorios al sur de dicho curso que aún eran disputados por el estado chileno enarbolando la bandera argentina el 1 de diciembre en el Cañadón Misioneros. Iba en busca de un paso practicable hasta el Océano Pacífico, pero no lo encontró. En cambio exploró el cerro Fitz Roy, demostrando que no era un volcán, como se creía. En estos tres viajes hizo mapas detallados (con ríos, montañas y bosques) de todas las zonas exploradas. Ese año se creó la Subdelegación Naval de Santa Cruz. Moyano fue nombrado subdelegado a los 24 años de edad. Se instaló en el Puerto Santa Cruz y su principal preocupación fue conocer el territorio e instalar pobladores.
En 1878, su tercera expedición lo llevó nuevamente al lago San Martín por una nueva ruta.

## Después de la Conquista del Desierto
En 1879, intentando repetir el viaje de George Chaworth Musters —que había viajado con los tehuelches desde Punta Arenas hasta el río Negro— se internó por las sendas de la precordillera hasta la desembocadura del río Chubut, para explorar la posibilidad de las aguadas necesarias para transportar ganado desde el estrecho hacia las nuevas tierras a poblar.
En 1880 y 1881 exploró un nuevo camino por la costa a lo largo de toda esta zona, en un recorrido muy largo que terminó en la zona de Trelew. El recorrido que hizo resultó más tarde la ruta más apropiada para llevar ganado a las cuencas de los ríos Santa Cruz y Gallegos; a pesar de ser mucho más larga que la ruta de la costa (actual Ruta Nacional 3), tenía buenas aguadas gracias a la presencia de los ríos Senguerr, Deseado y Chico y sus afluentes. Por otro lado, al ser el primer explorador de esas regiones otorgó a la Argentina títulos para secundar sus reclamaciones de soberanía en ellas.
En 1881 fue nombrado representante en el Congreso Geográfico Internacional de Venecia, donde se destacó por sus exploraciones. A su regreso, hizo una nueva exploración desde el río Santa Cruz hasta el Deseado, más cercana a la costa; descubrió yacimientos de carbón y de caolín, pero también comprobó que no había aguadas en absoluto (por allí pasa actualmente la Ruta 3).
Luego fue llamado a Buenos Aires a integrar el Estado Mayor de la Armada. Durante su estadía, visitó al cacique tehuelche Orkeke, un jefe pacífico que había sido apresado y enviado a Buenos Aires por una orden arbitraria del general Lorenzo Vintter. Le ofreció caballos para regresar a la Patagonia, pero el indio contestó que el viaje no se podía hacer en pleno verano (el clima de Buenos Aires en agosto le resultaba veraniego): poco después moría en Buenos Aires.
En 1883 recorrió los territorios hasta el océano Pacífico. Fue su exploración más ambiciosa y detallada, viajando por toda la cuenca de los ríos Santa Cruz, Coig y Gallegos, llegando hasta las rías chilenas de la zona de Puerto Natales, y por fin a Punta Arenas, sobre el Estrecho de Magallanes. Visitó las Torres del Paine, el Lago Sarmiento de Gamboa (en Chile) y la costa sur del lago Argentino, demostrando que el lago Rico es un brazo de este, separado por el glaciar que hoy se llama Perito Moreno.

## Gobernador de Santa Cruz
En 1884 fue nombrado primer gobernador del Territorio Nacional de Santa Cruz (luego provincia de Santa Cruz). Tras organizar las colonias de Puerto Santa Cruz, Río Gallegos y Puerto Deseado, trató de entusiasmar a inversores para colonizar esa región. En 1885 hizo un viaje a las islas Malvinas, donde compró ovejas y carbón; también conoció a una joven inglesa, Ethel Turner, sobrina del gobernador colonial británico establecido en las Malvinas, con la que contraería enlace al año siguiente. De regreso llevó materiales para construir los primeros edificios de lo que sería Puerto Santa Cruz.
Se embarcó en la expedición al Canal de Beagle, al mando de Augusto Lasserre, que buscaba impresionar y forzar el reconocimiento de la soberanía argentina en el sur de Tierra del Fuego por parte de los chilenos. Ocuparon la misión anglicana de bahía Ushuaia y dejaron formada la actual ciudad de ese nombre.
James Douglas Lewis, político santacruceño nacido en Puerto Argentino/Stanley, dijo en 2007 ante el Comité de Descolonización de las Naciones Unidas:

Es interesante conocer que el capitán Carlos María Moyano (primer gobernador del Territorio de Santa Cruz, cuyos restos descansan en esta ‘capital histórica’ de Puerto Santa Cruz), se casó con una isleña: Ethel Turner, lo que refleja el gran acercamiento de las islas con el continente en esos tiempos. Esta fue la segunda boda celebrada en el territorio nacional de Santa Cruz. Muchos isleños se destacaron y tanto ellos como sus familias siguen siendo muy respetados como integrantes plenos de la comunidad. Mi caso es similar, y en un país generoso como la Argentina, tanto yo, como miles de inmigrantes, se han podido desarrollar siguiendo sus costumbres y creencias en libertad y armonía con el resto de los habitantes.

## Últimas actuaciones
Dejó la gobernación en 1887, y su sucesor fue su amigo Ramón Lista. Poco después, este trasladaría la capital a Río Gallegos.
Su último viaje lo realizó en 1890, enviado secretamente por el canciller Estanislao Zeballos, desde la costa hasta la precordiIlera andina del territorio del Chubut, cuando descubrió y bautizó el lago General Paz.
Dos años más tarde, fue el primer director de la Oficina de Límites Internacionales del Ministerio de Relaciones Exteriores, cargo que ocupó por cinco años. Siguió ocupando cargos secundarios en ese ministerio hasta 1905. Durante todos estos años se dedicó a organizar los mapas con los que la Argentina defendía sus derechos en los Andes Patagónicos.
Falleció en Buenos Aires en octubre de 1910.

## Moyano, explorador y geógrafo
Moyano es el más notable explorador geógrafo del país. Era un hombre práctico: mientras casi todos los otros exploradores perdían mucho de su tiempo y esfuerzo en exploraciones geológicas y botánicas, a Moyano le interesaban el posible uso de los caminos y ríos y la exactitud de los límites con Chile.
Su mejor biógrafo dijo del él:[cita requerida]

...recorrió a caballo en sus siete expediciones unos 8.500 kilómetros, sin contar viajes de curiosidad o placer como el de 1885 cuando fue desde Santa Cruz al cabo Vírgenes en la boca oriental del estrecho de Magallanes a ver qué pasaba con el oro. Esta enorme distancia la recorrió [a pie y a caballo] en 464 días de viajes terrestres, es decir, 1 año, 3 meses y 1 semana.